# 1937 في أستراليا
فيما يلي قوائم الأحداث التي وقعت خلال عام 1937 في أستراليا.

## سياسة

### تعيين في المنصب
- 1 يونيو – جيمس كينيدي عضو المجلس التشريعي الفيكتوري ‏.
- 2 أكتوبر – ويليام هاوورث عضو الجمعية التشريعية  في فيكتوريا ‏.
- 13 أكتوبر – ألبرت ليند Deputy Premier of Victoria [الإنجليزية]‏.
- 23 أكتوبر – الكسندر ويلسون عضو مجلس النواب الأسترالي ‏.
- 23 أكتوبر – بيل أشلي عضو مجلس الشيوخ الأسترالي [الإنجليزية]‏.
- 23 أكتوبر – جورج رانكين عضو مجلس النواب الأسترالي ‏.
- 23 أكتوبر – جيمس كونينغهام عضو مجلس الشيوخ الأسترالي [الإنجليزية]‏.
- 23 أكتوبر – ريج بولارد عضو مجلس النواب الأسترالي ‏.
- 23 أكتوبر – هوبير لورانس أنتوني عضو مجلس النواب الأسترالي ‏.
- 20 نوفمبر – جوزيف ليونس وزير الدفاع [الإنجليزية]‏.

### انتهاء فترة المنصب
- 28 مارس – أوبري أبوت عضو مجلس النواب الأسترالي ‏.
- 17 أغسطس – جون ماكدونالد عضو مجلس الشيوخ الأسترالي [الإنجليزية]‏.
- 6 سبتمبر – جيمس فنتون سميث عضو الجمعية التشريعية  في فيكتوريا ‏.
- 21 سبتمبر – دونالد تشارلز كاميرون عضو مجلس النواب الأسترالي ‏.
- 23 أكتوبر – رولاند غرين عضو مجلس النواب الأسترالي ‏.
- 29 نوفمبر – جوزيف ليونس وزير الدفاع [الإنجليزية]‏، نائب رئيس المجلس التنفيذي [الإنجليزية]‏، وزير الصحة [الإنجليزية]‏.

## رياضة
- 1 يناير – البطولات الأسترالية 1937

## مواليد

### يناير
- 1 يناير – دالي هيكي فنان أسترالي.
- 1 يناير – دينيس ميلر ممثل أسترالي.
- 1 يناير – روس سوتون
- 16 يناير – ميك ميلر سياسي أسترالي.
- 21 يناير – بيتر غالاغير لاعب دوري رغبي أسترالي.
- 21 يناير – جون واتسون سياسي أسترالي.
- 22 يناير – برايان ليندسي سياسي أسترالي.

### فبراير
- 9 فبراير – موراي فيرنون لاعب كركيت أسترالي.
- 19 فبراير – لي هاردينغ
- 20 فبراير – روبرت إيفانز عالم فلك أسترالي.
- 21 فبراير – رون كلارك
- 24 فبراير – بروس لويد سياسي أسترالي.

### مارس
- 1 مارس – جيمي ليتل موسيقي أسترالي.
- 6 مارس – بيتر كونورز كهنوت أسترالي.

### أبريل
- 4 أبريل – ديك قاي لاعب كريكت أسترالي.
- 5 أبريل – فرد كيركهام
- 16 أبريل – ماريان هندرسون
- 19 أبريل – ليندسي فوكس لاعب كرة قدم أسترالي.
- 22 أبريل – خوانيتا نيلسن
- 23 أبريل – باري شيبرد لاعب هوكي الحقل أسترالي.

### مايو
- 8 مايو – ماكس والش صحفي أسترالي.
- 10 مايو – نويل شو لاعب كركيت أسترالي.
- 28 مايو – بيل ووكر مخرج موسيقي.
- 31 مايو – روبن رامزي ممثل أسترالي.

### يونيو
- 1 يونيو – كولين مكلو
- 4 يونيو – بروس ولز لاعب رغبي أسترالي.
- 9 يونيو – ليزلي جونستون لاعبة كركيت أسترالية.
- 11 يونيو – روبن وارن
- 21 يونيو – يان برات سياسي أسترالي.
- 24 يونيو – لويد أونيل سياسي أسترالي.
- 28 يونيو – برايان باترسون لاعب كركيت أسترالي.
- 29 يونيو – روبرت أوين فنان أسترالي.

### يوليو
- 1 يوليو – إلتون راسموسن لاعب دوري رغبي أسترالي.
- 20 يوليو – بروس جون لاعب كركيت أسترالي.
- 24 يوليو – روجر وارد ممثل أسترالي.
- 26 يوليو – قاي غرين قاضي أسترالي.
- 27 يوليو – بيتر جونسون لاعب رغبي أسترالي.

### أغسطس
- 2 أغسطس – تيم بودن مؤرخ أسترالي.
- 4 أغسطس – برايان هينان كهنوت أسترالي.
- 28 أغسطس – توني ميرشنت درّاج طريق أسترالي.
- 29 أغسطس – غراهام هاريس سياسي أسترالي.

### سبتمبر
- 4 سبتمبر – دون فريزر
- 11 سبتمبر – داريل شابمان لاعب دوري رغبي أسترالي.
- 14 سبتمبر – ألان ألدر راقص باليه أسترالي.
- 23 سبتمبر – لورين كوغلان لاعبة كرة مضرب أسترالية.
- 24 سبتمبر – روبرت روني رسام أسترالي.

### أكتوبر
- 3 أكتوبر – جون هودجز سياسي أسترالي.
- 4 أكتوبر – دون غرايمز سياسي أسترالي.
- 10 أكتوبر – بروس ديفلن لاعب غولف أسترالي.
- 18 أكتوبر – آن باور إنغرام كاتبة للأطفال أسترالية.
- 21 أكتوبر – هانك نيلسون مؤرخ أسترالي.

### نوفمبر
- 1 نوفمبر – نيك إيفرز سياسي أسترالي.
- 26 نوفمبر – تيد كونينغهام سياسي أسترالي.
- 28 نوفمبر – بوب مارك لاعب كرة مضرب أسترالي.

### ديسمبر
- 12 ديسمبر – جودي تيجارت لاعبة كرة مضرب أسترالية.
- 17 ديسمبر – كيري باكر رجل أعمال أسترالي.
- 29 ديسمبر – يان لورانس محامي وسياسي نيوزلندي.

## وفيات

### يناير
- 1 يناير – توماس فيلد (مواليد 1859) سياسي نيوزيلندي.
- 1 يناير – غرافتون أليوت سميث (مواليد 1871)
- 22 يناير – تشارلز ديفيد جونز براينت (مواليد 1883) فنان أسترالي.
- 24 يناير – ماي برادفورد شيبرد (مواليد 1897)

### فبراير
- 6 فبراير – هارولد إيفرز (مواليد 1876) لاعب كريكت أسترالي.

### مارس
- 18 مارس – والتر ويلسون فروغت (مواليد 1858)

### أبريل
- 9 أبريل – آرثر سوليفان (مواليد 1896)
- 11 أبريل – ألفريد والتر كامبل (مواليد 1868) طبيب أعصاب أسترالي.

### أغسطس
- 30 أغسطس – بادي لان (مواليد 1886) لاعب كريكت أسترالي.

### أكتوبر
- 2 أكتوبر – جاك آدمسون (مواليد 1873) لاعب كرة قدم أسترالي.
- 8 أكتوبر – ويليام برينان (مواليد 1865) سياسي أسترالي.

### نوفمبر
- 5 نوفمبر – والتر باتلر (مواليد 1892) سياسي أسترالي.
- 6 نوفمبر – ويليام مور (مواليد 1868)
- 29 نوفمبر – بيل نوبل (مواليد 1884) لاعب دوري رغبي أسترالي.

### ديسمبر
- 30 ديسمبر – هربرت بارسونز (مواليد 1875) لاعب كركيت أسترالي.